# Cheiracanthium streblowi
Cheiracanthium streblowi is een spinnensoort uit de familie Cheiracanthiidae.
De wetenschappelijke naam van de soort werd in 1879 gepubliceerd door Ludwig Carl Christian Koch.